# Josep Mascaró Pasarius
Josep Mascaró Pasarius (Alaior, Menorca, 1923 - Palma, 11 de maig 1996) fou un arqueòleg, cartògraf, toponimista, historiador, editor i periodista menorquí. La seva formació fou autodidacta, a causa de les circumstàncies familiars i de la guerra civil. A 18 anys s'allistà a la Legió espanyola (Àfrica) i allà, al Gabinet de Topografia, es formà en la tècnica de la cartografia. Apassionat per l'arqueologia de manera primerenca, el 1946 decidí de fer un mapa de Menorca sobre el qual col·locaria tots els monuments prehistòrics de l'illa, a més dels topònims, camins, etc. Després de recórrer Menorca cercant tota mena d'informacions, publicà Croquis arqueológico de la isla de Menorca i Croquis turístico de la isla de Menorca (12 làmines), els seus primers dos mapes. En aquesta etapa menorquina publicà cartes arqueològiques de diversos municipis, publicà articles a El Iris, setmanari que també dirigí, i promogué i dirigí la col·lecció «Monografías menorquinas».
El 1952 emprengué la realització del Mapa general de Mallorca, que acabà el 1962. El 1957 havia deixat Menorca i s'havia instal·lat amb la família a l'illa gran. El 1958 publicà Els monuments megalítics a l'illa de Menorca (premi Jaume I de l'Institut d'Estudis Catalans). El mateix any entrà a la redacció del diari Baleares, en què s'encarregà de diverses seccions de divulgació cultural i, més tard, d'una secció de crítica d'art. Entre 1962 i 1967 sortí en fascicles el Corpus de toponimia de Mallorca, que recull tota la toponímia del Mapa general de Mallorca, amb plans, fotos i textos diversos. Concebé i coordinà una gran història de Mallorca, que encarregà als especialistes en la matèria i que sortí en fascicles (Historia de Mallorca, 5 volums, 1970-1975). Fou completada amb Historia de Mallorca (Décadas de la postguerra), 1979. Entre 1980 i 1985 coordinà i publicà Geografía e historia de Menorca, amb 5 volums, també amb l'aportació d'especialistes i en fascicles.
El 1975 viatjà a l'illa de Pasqua, la realitat de la qual difongué en nombroses conferències. La dècada de 1980 col·laborà en diversos programes de TVE que difonien la cultura de les Illes Balears i la presència catalana a diversos indrets de la Mediterrània. A partir de 1980 fou col·laborador de Joan Coromines per a l'Onomasticon cataloniae, el primer volum del qual, dedicat a les Illes Balears fou obra d'ell i de Coromines. Entre 1988 i 1996 col·laborà en la Gran enciclopèdia de Mallorca, en què va fer multitud de plans, fotos i textos. Va ser membre corresponent de les acadèmies de la Història i de Bellas Artes de San Fernando i acadèmic numerari de la Reial Acadèmia de Belles Arts de Sant Sebastià. El 1996 va rebre la Medalla d'Or de les Illes Balears, i el mateix any fou proclamat fill il·lustre d'Alaior. El 2004 va ser distingit amb la Taula d'Or del Premi Maria Lluïsa Serra, del Consell Insular de Menorca. Amb motiu del centenari del naixement, el 2023, s'ha posat a la xarxa el web mascaropasarius.cat.

## Obres
- Croquis arqueológico de la isla de Menorca (1951)
- Croquis turístico de la isla de Menorca (1951)
- Mapa general de Mallorca. Croquis topográfico a escala aprox. 1:31.250 (1952-1962)
- Els monuments megalítics a l'illa de Menorca (1958)
- Corpus de toponimia de Mallorca (6 volums, 1962-1967)
- Prehistoria de las Balears (1968)
- Plano general de Palma y alrededores (1968)
- Nomenclátor del Plano general de Palma y alrededores (1969)
- Historia de Mallorca (5 volums, 1970-1975)
- Geografía e historia de Menorca (5 volums, 1980-1985)
- Historia de Mallorca (Décadas de la postguerra) (4 volums, 1979-1982)
- Prehistòria de Menorca. Una aproximació a la seva coneixença (1980)
- Onomasticon cataloniae. Toponímia antiga de les illes Balears (1989)
- La toponímia i la cartografia antigues de les Illes Balears. Cartes de navegar i texts del segle VI abans de Crist fins a l’any 1599 (2000)
- Corpus de toponímia de Menorca. Distribució geogràfica dels topònims pre-romans, llatins, mossàrabs, àrabs i catalans (2005)